# Йогоро
Йогоро (фр. Yogoro) — деревня в Чаде, расположенная на территории региона Канем. Входит в состав департамента Северный Канем.

## География
Деревня находится в западной части Чада, к северу от озера Чад, на высоте 298 метров над уровнем моря.
Йогоро расположен на расстоянии приблизительно 239 километров к северо-западу от столицы страны Нджамены.
Ближайшие населённые пункты: Аджилум, Риг-Риг, Белаберим, Догафолей, Сада, Регаза, Да.
Климат деревни характеризуется как аридный жаркий (BWh в классификации климатов Кёппена).

## Транспорт
Ближайший аэропорт расположен в городе Бол.